# Општина Погачауа (Муреш)
Погачауа (рум. Pogăceaua) општина је у Румунији у округу Муреш.
Oпштина се налази на надморској висини од 388 m.